# Leandro Miller (periodista)
Leandro Müller más conocido como Leandro Miller (Esperanza, Santa Fe, Argentina; 1965- Idem; 14 de septiembre de 2012 ) fue un periodista, abogado, empresario y locutor argentino.

## Carrera
Miller fue un destacado periodista, que con un perfil serio pero abierto a todo tipo de temáticas se hizo conocido en su provincia gracias al programa A tiempo que se emitió desde el 2000 y por varios años en Canal 13, y que tuvo su programa homónimo en Rosario junto a Susana Rueda y Mauricio Maronna.
Dueño de una característica voz para comunicar noticias y una riqueza en su lenguaje, comenzó a los 16 años en una radio local en su localidad natal de Esperanza, en la provincia de Santa Fe, llamado Radio de Audio Frecuencia Comunitaria. También fue corresponsal del Diario El Litoral. Luego viajó a la capital donde recibió con el título de abogado. Comenzó con sus tareas en Esperanza relacionándose con LVA26, hoy Radio La Ciudad, donde desarrolló distintas propuestas periodísticas y fue el iniciador del programa Años de Radio junto a Rubén Cofini y Sonia Franconi. También en el Diario El Colono del Oeste y en el Cablevideo local.
La dupla con Atilio "Moncho" Aranda en la década del 90 lo popularizó en las siestas santafesinas.
En la capital santafesina comenzó desarrollando tareas en Radio Nacional y luego trabajó en el programa radial El mejor día junto a Mirta Lechmann, que se emitió todas las mañanas por LT 9 Radio Brigadier López, de la capital provincial. También tuvo desempeño en el LT28 en Rafaela en el 2003 cuando se hizo cargo de la dirección y de la conducción del programa matutino. A su vez también trabajó en la provincia de San Luis.
En el año 2008 regresó a la ciudad de Esperanza para conducir el noticiero Infotevé Edición Mediodía en Play TV.
Entrevistó, entre otras personalidades locales, al intendente municipal José Ramón Baucero, quien integró  la Cámara de Senadores de la Provincia de Santa Fe.
Apodado "El Gringo", fue junto a Luis Mino uno de los referentes periodísticos radiales más importantes de su provincia en las décadas de 1990 y 2000.
En los últimos años estaba dedicado al negocio inmobiliario.

## Fallecimiento
El periodista y locutor Leandro Miller falleció el viernes 14 de setiembre de 2014 debido a un cáncer de mediastino a los 47 años. Sus restos descansan en el Cementerio de Esperanza.

## Televisión
- 2008: Infotevé Edición Mediodía.
- 2001: A tiempo, emitido por Canal 5 de Rosario, Santa Fe.
- 1999/2002: A tiempo, emitido por Canal 13 de Santa fe (Capital).

## Radio
- Años de Radio.
- El mejor día.